# بنو (بغلان)
بنو (به لاتین: Banow) یک منطقهٔ مسکونی در افغانستان است که در ولایت بغلان واقع شده است.